# Kevin Carter

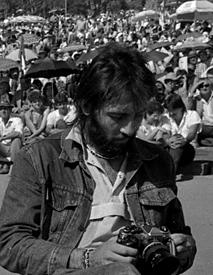
Kevin Carter

Kevin Carter (* 13. September 1960 in Johannesburg; † 27. Juli 1994 ebenda) war ein südafrikanischer Fotojournalist. Er war Mitglied des Bang-Bang Club, einer Gruppe von vier Fotografen, die die Gewalt in Südafrikas Townships während des Endes der Apartheid dokumentierten. Seine bekannteste Arbeit entstand jedoch außerhalb Südafrikas. Im März 1993 nahm er im Sudan das Foto The vulture and the little girl auf, das ein halb verhungertes, kleines Kind zeigt, hinter dem ein Geier steht. Für dieses Foto erhielt er 1994 den Pulitzer-Preis.

## Leben

### Jugend
Carter stammte nach eigener Aussage aus einer „vorgeblich ‚liberalen‘ Familie“, in der die christliche Nächstenliebe alle Menschen einschloss, also auch die in Südafrika während der Apartheid unterdrückte schwarze Mehrheitsbevölkerung. Nach der Schule studierte er kurzzeitig Pharmazie, verließ die Hochschule aber ohne Abschluss. Danach wurde er zum Militärdienst eingezogen. Als er sich 1980 für einen schwarzen Kantinenarbeiter einsetzte, der beleidigt worden war, wurde er von den anderen Soldaten verprügelt. Er entfernte sich daraufhin unerlaubt von der Truppe und tauchte in Durban unter. Dort arbeitete er kurzzeitig unter falschem Namens als Radio-DJ. Da er unter falschem Namen kein Konto eröffnen konnte, gab er seinen Plan nach einem Monat auf. Deprimiert über seine Situation versuchte er sich mit Schlaftabletten umzubringen. Er überlebte und kehrte zum Militärdienst zurück.

### Der Bang-Bang Club
Nach dem Ende des Militärdienstes begann er seine Karriere als Fotoreporter. Ab 1984 arbeitete er für The Star. 1985 fotografierte er den ersten bekannten Fall von Necklacing, bei dem die vermeintliche Poliziei-Informantin Maki Skosana von einem wütenden Mob gelyncht wurde. Bei seiner Arbeit lernte Carter Mitte der 1980er Ken Oosterbroek kennen, der sein Freund wurde. Anfang der 1990er Jahre – Carter war mittlerweile Cheffotograf bei der Anti-Apartheids-Zeitung Weekly Mail – begannen er und Oosterbroek mit Greg Marinovich und João Silva zusammenzuarbeiten. Sie gingen in wechselnder Zusammensetzung in den Townships auf Motivsuche und dokumentierten dabei die dortige Gewalt. Nelson Mandela war 1990 nach 27 Jahren aus der Haft entlassen worden und das Ende des Apartheidsregimes stand kurz bevor. Bis zu den ersten freien Wahlen 1994 kam es zu zahlreichen Gewalttaten zwischen Anhängern von Mandelas ANC und der Zulu-Organisation Inkatha.
Ihre Fotos aus den Townships machten Carter, Marinovich, Oosterbroek und Silva in der Medienwelt bekannt. Die Gruppe erhielt den Beinamen Bang-Bang Club, der durch einen Artikel über sie in einem Lifestyle-Magazin geprägt wurde. Die Gewalt, die Carter bei seiner Arbeit zu sehen bekam, hinterließ deutliche psychische Spuren. Er wurde von Albträumen und Depressionen geplagt und wurde abhängig von Methaqualon. 1992 entschied er sich, als Fotograf kürzer zu treten. Er nahm einen Teilzeitjob als DJ bei einem Johannesburger Radiosender an, ging aber weiterhin mit seinen Freunden vom Bang-Bang Club auf Motivsuche in den Townships.

### Das Geierfoto
Seinen größten beruflichen Erfolg erreichte Carter im März 1993. Gemeinsam mit João Silva hatte er die Möglichkeit erhalten, in den Süden des Sudan zu reisen. Dort herrschte eine große Hungersnot, die durch einen Bürgerkrieg ausgelöst worden war. Die UN hatten Schwierigkeiten, ausreichend Spenden für ihre Operation Lifeline Sudan zu sammeln, und hofften, durch Medienberichte über den Hunger die Spendenbereitschaft zu erhöhen. Die Reise bot Carter die Chance, seiner Drogensucht und anderen Problemen in Südafrika zu entfliehen; er war unglücklich verliebt und schien mit seiner Karriere bei der finanzschwachen Weekly Mail in einer Sackgasse gelandet zu sein.
Kevin Carter: The vulture and the little girl (1993)

Link zum Bild

Nach mehrtägiger Wartezeit in Kenias Hauptstadt Nairobi und einem erfolglosen Kurztrip Carters nach Juba durften sie Transportflug der UN in das Dorf Ayod begleiten, in dem französische Krankenschwestern der Hilfsorganisation Médecins du Monde eine Lebensmittelstation betrieben, die auch als Krankenhaus diente. Dort traf Carter auf ein am Boden liegendes Kind, in dessen Nähe ein Geier gelandet war. Von dieser Szene machte er ein Foto. Zu dem genauen Ablauf der Aufnahme machte Carter unterschiedliche Angaben. Er habe eine optimale Position für das Foto gesucht und längere Zeit darauf gewartet, dass der Geier seine Flügel ausbreite. Als dies nicht passiert sei, habe er den Vogel verscheucht. Je nach Version hat er das Kind danach zurückgelassen oder aber gesehen, wie es zur Lebensmittelstation ging. Carter und Silva verließen Ayod kurz nach der Aufnahme des Fotos.
Noch im März erschien das Foto in der New York Times als Illustration eines Artikels über die Situation im Sudan. Es erreichte große Aufmerksamkeit und Carter erhielt dafür einige Anerkennung. Das motivierte ihn, künfitg als freier Fotograf zu arbeiten. Er verließ die Weekly Mail und wurde freier Mitarbeiter der Nachrichtenagentur Reuters.

### Pulitzer-Preis und Tod
Im Frühjahr 1994 geriet die Zusammenarbeit mit Reuters in Gefahr. Carter hatte den Auftrag erhalten, eine Rede von Nelson Mandela zu fotografieren. Er erschien angetrunken und benahm sich daneben. Danach baute er einen Autounfall und wurde wegen rücksichtlosem Fahren unter Alkoholeinfluss und Drogenbesitzes festgenommen. Kurze Zeit später wurde bekannt, dass Carter für sein Foto von dem Geier und dem Kind den Pulitzer-Preis für Feature Photography erhalten würde. Vermutlich deshalb durfte er bei Reuters bleiben. Unzufrieden mit dem Umgang mit ihm kündigte Carter jedoch seine Zusammenarbeit mit der Agentur. Stattdessen übernahm er einen Job der französischen Agence France-Presse, für die er die südafrikanischen Wahlen Ende April 1994 begleitete.
Im Mai reiste Carter nach New York City, um seinen Pulitzer-Preis entgegenzunehmen. Dort schloss er einen Vertrag mit der französischen Foto-Agentur Sygma. Er war zuversichtlich, dass sich seine Karriere positiv entwickeln würde. Diese Hoffnung erfüllte sich jedoch nicht. Carter wurde mit Vorwürfen konfrontiert, im Sudan unmoralisch gehandelt zu haben, als er das Kind mit dem Geier fotografierte, statt ihm zu helfen. Er begann auch selbst seine Handlungen in Frage zu stellen. Zudem wurde er von Versagensängsten geplagt. Er befürchtete, dass seine weiteren Arbeiten stets hinter dem Geierbild zurückbleiben würden. Sein Drogenkonsum war nach wie vor hoch und der gewaltsame Tod seines Freundes und Kollegen Ken Oosterbroek hatte ihn schwer erschüttert.
In dieser Situation kam es zu mehreren beruflichen Misserfolgen. Für Sygma-Kunden sollte er den Staatsbesuch des französischen Präsidenten François Mitterrand in Südafrika fotografieren. Er schickte die Fotos jedoch zu spät für den Redaktionsschluss in Frankreich. Außerdem waren sie laut Sygma von solch minderer Qualität, dass man sie den Kunden nicht habe anbieten können. Ein anderer Sygma-Auftrag führte ihn für mehrere Tage nach Mosambik. Für das US-Magazin Time sollte er die erste Auslandsreise des frisch gewählten Präsidenten Mandela dokumentieren. Als Carter am 25. Juli nach Johannesburg zurückkehrte, vergaß er seinen belichteten Film im Flugzeug. Der Versuch, ihn zurückzubekommen, scheiterte. Zwei Tage später beging Carter mithilfe der Abgase seines Wagens Suizid. Er hinterließ eine in den 1980er Jahren geborene Tochter. In seinem Abschiedsbrief hieß es unter anderem:

“I’m really, really sorry, … The pain of life overrides the joy to the point that joy does not exist. … [I’m] depressed … without phone … money for rent … money for child support … money for debts … money!!! … I am haunted by the vivid memories of killings & corpses & anger & pain … of starving or wounded children, of trigger-happy madmen, often police, of killer executioners … I have gone to join Ken if I am that lucky.”

„Es tut mir sehr, sehr leid, … Der Schmerz des Lebens übersteigt die Freude in einem Maße, dass keine Freude mehr existiert. … [Bin] deprimiert … ohne Telefon … Geld für Miete … Geld für Unterhaltszahlungen … Geld für Schulden … Geld!!! … Mich verfolgen die lebhaften Erinnerungen an Morde und Leichen und Wut und Schmerz, … an hungernde und verwundete Kinder, an schießwütige Irre — oft Polizisten —, an mörderische Henker … Ich bin gegangen, um — wenn ich Glück habe — bei Ken zu sein.“

## Künstlerische Bezugnahmen
Die Manic Street Preachers nahmen 1996 auf ihrem Album Everything Must Go ein Lied über Kevin Carter auf. Das Konzeptalbum Poets and Madmen von Savatage baut ebenfalls auf der Tragik Kevin Carters auf. Die im Booklet erzählte fiktive Geschichte von Jugendlichen, die den totgeglaubten Carter in einer verlassenen psychiatrischen Anstalt auffinden, nimmt ausdrücklich Bezug auf das Foto.
2004 drehte Dan Krauss einen Dokumentar-Kurzfilm mit dem Titel The Death of Kevin Carter: Casualty of the Bang Bang Club, der 2006 für den Oscar nominiert wurde.
Der chilenische Künstler Alfredo Jaar schuf 2006 die Installation The Sound of Silence, die in Form einer Videoprojektion das Leben und den Tod Kevin Carters darstellt.
In Steven Silvers Spielfilm The Bang Bang Club aus dem Jahre 2010 übernahm der Schauspieler Taylor Kitsch die Rolle des Kevin Carter.